# Junta de Estudios Históricos de San José de Flores
Es una institución civil, no gubernamental y sin fines de lucro, dedicada a la investigación y difusión de la historia argentina, la de Buenos Aires y la de los barrios porteños, particularmente Flores.

## Origen de la Junta
Fue fundada el 21 de julio de 1938 por un grupo de intelectuales afincados en este barrio. Ellos se propusieron rescatar su historia y tradiciones creando una institución que con el correr del tiempo se convirtió en la decana entre las de su género. Los fundadores fueron el poeta e historiador Bartolomé Galíndez, quien asumió como primer presidente, Javier A. Pardo (secretario), Enrique T. Romero, Juan F. Ferrari, Arturo Hortiguera, Daniel de Escalada, Juan Rómulo Fernández y Raúl Silva Montaner (vocales). La reunión constitutiva se llevó a cabo en el Salón Árabe del Palacio Miraflores, suntuosa mansión ya desaparecida que se levantaba en Avenida Rivadavia 6.433/65, donde estableció su primera sede.

## Actualidad
Con el paso de los años, la institución no sólo fue aglutinando a aquellos interesados en desentrañar el pasado de Flores, sino que reunió a historiadores e investigadores que se dedicaron al estudio general de la historia de nuestro país.
Publicó más de sesenta títulos, entre folletos, libros y boletines de gran valor historiográfico. Mantiene en su sede una biblioteca abierta al público atendida por sus miembros.

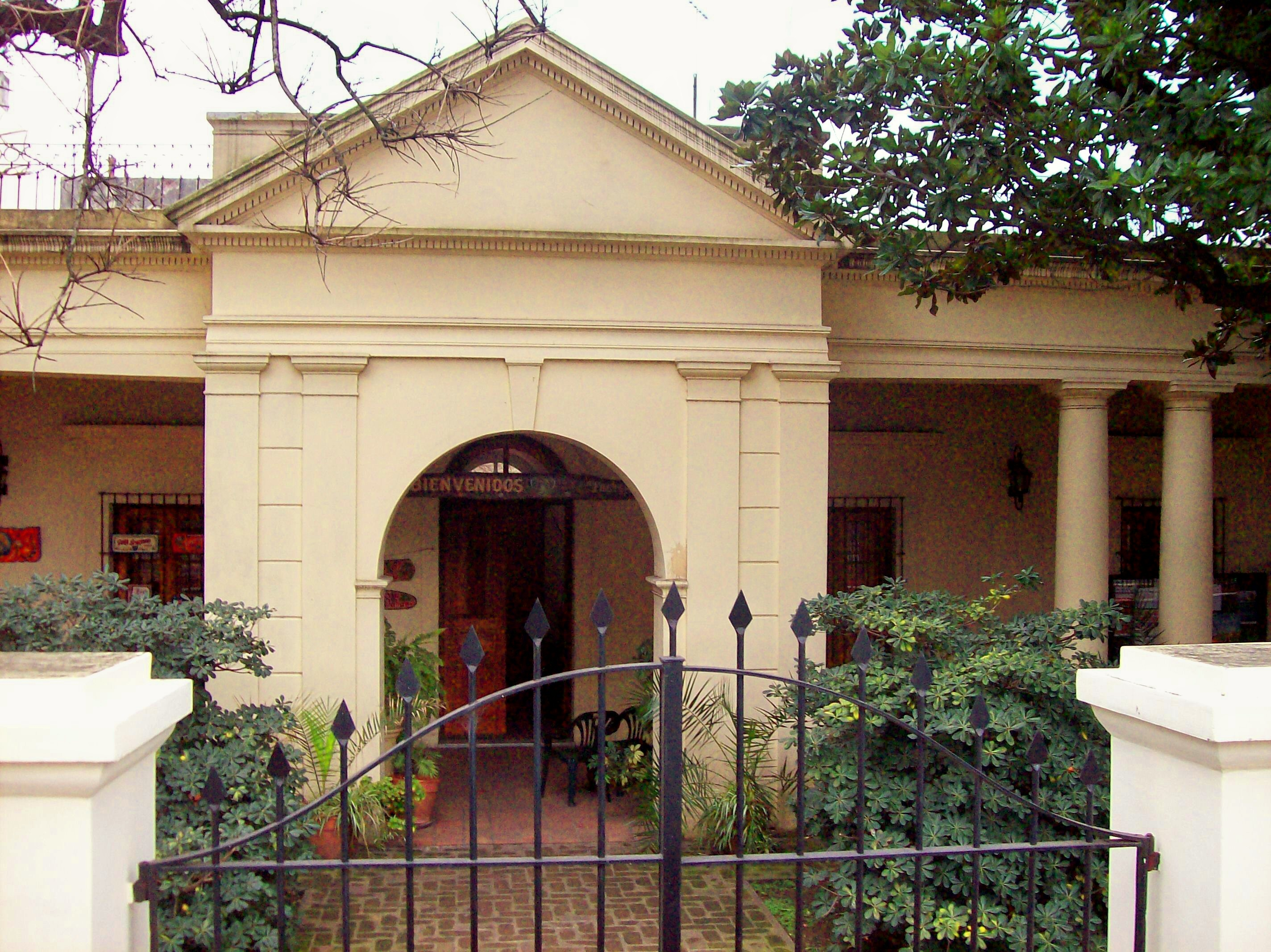
Centro Cultural Marcó del Pont

En lo referente a su relación con el barrio que la vio nacer, impulsó la sanción en 2000 de la Ley N° 408 por la Legislatura de la Ciudad de Buenos Aires que oficializó el 31 de mayo como “Día del barrio de Flores”. También gestionó y obtuvo la imposición de nombres a varios paseos públicos; entre ellos las plazoletas “Antonio Millán”, “11 de noviembre de 1859” y “Tte. Gral. Adolfo A. Arana”. Asimismo consiguió que la casona Marcó del Pont fuera declarada Monumento Histórico Nacional en 1978 e impulsó su restauración y posterior transformación en la hoy Casa de la Cultura de Flores. Elaboró el “Circuito Peatonal, Turístico, Histórico y Cultural del barrio de Flores” en conjunto con el Centro de Gestión y Participación N° 7 y la Subsecretaría de Turismo del Gobierno de la Ciudad de Buenos Aires, luego incorporado al programa oficial de visitas guiadas de la ciudad de Buenos Aires. Adicionalmente redactó los textos incluidos en los indicadores del circuito autoguiado del casco histórico del barrio de Flores.

## Relación con otras instituciones
La Junta organizó en 1968 el “Primer Congreso de Historia de los Barrios Porteños”, a partir del cual se formaron nuevas Juntas de Estudios Históricos en otros barrios. Independientemente del panorama de la historia barrial, la JEHSJF cuenta con lazos académicos con diversas bibliotecas y entidades dedicadas a la investigación histórica, como la Academia Nacional de la Historia, el Instituto Histórico de la Ciudad de Buenos Aires, el Centro de Documentación Municipal, la Academia de Historia de la Ciudad de Buenos Aires y el Instituto de Investigaciones de Historia del Derecho, entre otras. Está relacionada activamente con investigadores y entidades históricas del interior del país a través de sus Miembros Correspondientes en diversas provincias, así como con entidades de todo el mundo, como el Instituto Iberoamericano de Berlín, la Real Academia de Historia de España, el Instituto de Estudios Madrileños, la Universidad de Londres y la Universidad de Santiago de Compostela. Entre los Miembros Correspondientes con que contó la Junta en América a lo largo de su historia, merecen destacarse a Germán Arciniegas en Colombia, Emeterio S. Santovenia en Cuba, Gabriela Mistral en Chile, Claudio Albornoz en Ecuador, Leo S. Bowe en EE. UU., Alfonso Reyes en México, Ildefonso Pereda Valdés en Uruguay y Rómulo Gallegos en Venezuela.